# Mercury (linguaggio)
Mercury è un linguaggio di programmazione appartenente al paradigma di programmazione logica, e non funzionale come spesso viene erroneamente considerato. Basato sul Prolog ma progettato per essere più utile in applicazioni reali (al di fuori dell'ambito accademico). È stato sviluppato all'Università di Melbourne sotto la supervisione di Zoltan Somogyi.
Mercury è un linguaggio compilato, anziché interpretato come la maggior parte dei linguaggi funzionali. Inoltre, possiede un forte type-checking che, unito alle capacità di astrazione tipiche dei linguaggi funzionali, permette, stando agli autori, di scrivere programmi più rapidamente che con altri linguaggi più comuni. Infine, la struttura modulare di Mercury permette di separare i programmi in moduli auto-contenuti, un problema in molti linguaggi funzionali meno recenti.

## Esempio (Hello, world!)
Di seguito l'esempio Hello, world! di Ralph Becket, Università di Melbourne:
```
:- module hello_world.
:- interface.
:- import_module io.
:- pred main(io__state, io__state).
:- mode main(di, uo) is det.
:- implementation.

```

```
main -->
	io__write_string("Hello, World!\n").
```